# RE/MAX

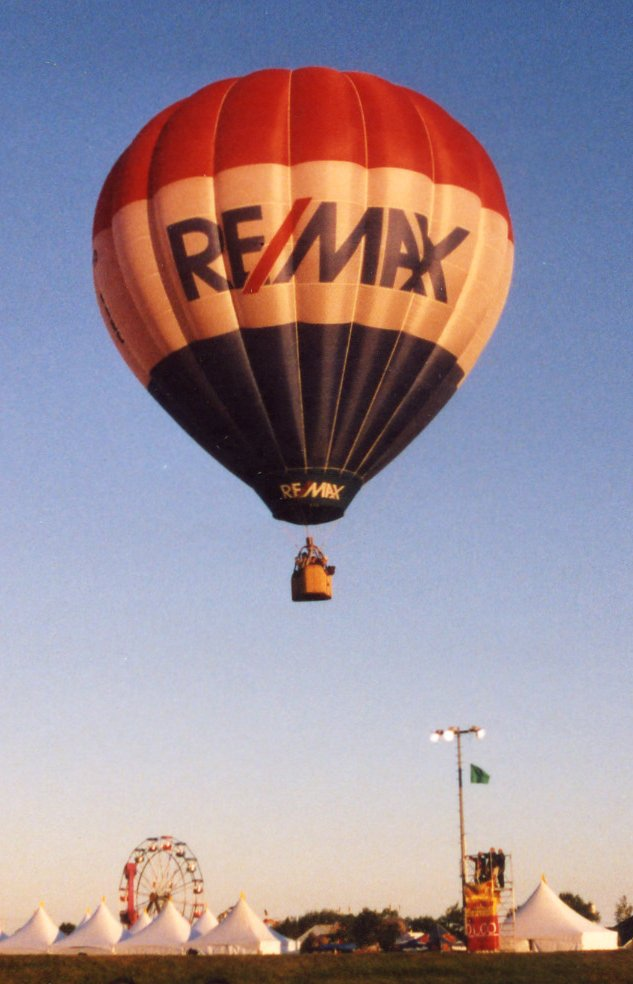
Balão REMAX num festival.

RE/MAX é uma empresa americana, fundada em 1973 em Denver pelo casal de empresários Dave e Gail Liniger. É líder em número de franquias, integrando a maior rede imobiliária do mundo inteiro.
Mundialmente estimam-se mais de 9.000 franquias imobiliárias, aonde distribuem-se mais de 144.000 agentes imobiliários, em 110 países.
Utilizando um método único para a venda de imóveis com exclusividade, é considerada a empresa que mais vende imóveis no mundo.
A empresa é proprietária de várias das suas agências regionais, além de supervisionar a concessão de licenças e franchises para outras agências imobiliárias de propriedade e gestão independentes. A RE/MAX International recebe partilhas do resultado das agências em todo o mundo. Em troca, ela oferece serviços corporativos como formação, publicidade e tecnologia tanto às agências quanto aos seus corretores afiliados direta ou indiretamente. Os corretores imobiliários afiliados são profissionais autónomos, com total liberdade para gerir os respectivos negócios, adaptando-os às necessidades do mercado local. Os acordos de "franchise" não impõem regras restritivas de operação de negócio e de política.
O logótipo da empresa é o popular "balão de ar quente RE/MAX"; alguns dos "slogans" conhecidos são "Above the Crowd", "O Céu é o limite" e "Ninguém no mundo vende mais imóveis que a RE/MAX". Os balões RE/MAX aparecem frequentemente em festivais e eventos patrocinados.

## Atuação no Brasil
No Brasil, atuando desde 2009, conta com 620 agências, totalizando mais de 8.000 corretores com 41 franquias Master Regionais em todos os estados.

## Atuação em Portugal
A RE/MAX é uma das principais agências presentes no panorama imobiliário nacional, com mais de 320 agências espalhadas em território continental e ilhas.
Em 2023 tornou-se parceira do Governo de Portugal como parte de uma estratégia para tentar reduzir os valores dos arrendamentos no país.